# Phan Văn Khỏe
Phan Văn Khỏe (1901–1946), bí danh Tư Mỹ, là một nhà cách mạng Việt Nam, từng đảm nhiệm vai trò Bí thư Tỉnh ủy Mỹ Tho, Bí thư Xứ ủy Nam Kỳ của Đảng Cộng sản Việt Nam, Chủ tịch Ủy ban nhân dân cách mạng tỉnh Mỹ Tho trong Khởi nghĩa Nam Kỳ.

## Thân thế
Phan Văn Khỏe sinh năm 1901 trong một gia đình nông dân nghèo ở xóm Cống Huế, làng Mỹ Hạnh Đông, quận Cai Lậy, tỉnh Mỹ Tho, nay là xã Mỹ Hạnh Đông, thị xã Cai Lậy, tỉnh Tiền Giang. Dù xuất thân không được khá giả, lại là đứa con thứ tư trong gia đình, nhưng ông vẫn được lo học hành đầy đủ.

## Cuộc đời
Năm 1928, ông gia nhập Hội Việt Nam Cách mạng Thanh niên, sau đó là Đảng viên của An Nam Cộng sản Đảng (1929), rồi là Đảng Cộng sản Việt Nam (tức Đảng Cộng sản Đông Dương, 1930).
Tháng 4 năm 1930, ông được Tỉnh ủy Mỹ Tho phân công phụ trách quận Cai Lậy. Năm 1933, ông được bầu vào Ban Chấp hành Đảng bộ tỉnh Mỹ Tho, rồi Phó Bí thư Tỉnh ủy Mỹ Tho. Cuối năm 1936, ông được bầu làm Ủy viên Xứ ủy Nam Kỳ, phụ trách các tỉnh Tân An, Mỹ Tho, Gò Công, Bến Tre, Sa Đéc. Tháng 4 năm 1940, Xứ ủy Nam Kỳ họp ở Bến Lức (Tân An), thông qua "Đề cương chuẩn bị bạo động", Phan Văn Khỏe được chỉ định làm Ủy viên Thường vụ Xứ ủy kiêm Bí thư Tỉnh ủy Mỹ Tho để chuẩn bị khởi nghĩa.
Tháng 7 năm 1940, Hội nghị toàn xứ tổ chức ở Tân Hương (Châu Thành, Mỹ Tho) đã bầu Tạ Uyên làm Bí thư Xứ ủy Nam Kỳ, Phan Văn Khỏe và Lê Văn Khương làm Ủy viên Thường vụ Xứ ủy, Phan Văn Bảy, Quản Trọng Hoàng, Phạm Thái Bường, Dương Công Nữ, Thái Văn Đẩu, Phạm Hồng Thám làm Xứ ủy viên.
Tháng 11 năm 1940, khởi nghĩa Nam Kỳ bùng nổ, với tư cách là Trưởng ban Khởi nghĩa tỉnh Mỹ Tho, Phan Văn Khỏe đã trực tiếp chỉ huy cuộc khởi nghĩa ở quận Cai Lậy. Khởi nghĩa ở Mỹ Tho thành công, thành lập được chính quyền nhân dân, Ủy ban nhân dân cách mạng tỉnh Mỹ Tho được thành lập do Trưởng ban Khởi nghĩa làm Chủ tịch.
Ngay sau đó, thực dân Pháp tập trung đàn áp, cuộc khởi nghĩa thất bại. Các cơ sở Đảng và quần chúng bị khủng bố dã man, từ Xứ ủy Nam Kỳ cho đến hầu hết các Tỉnh ủy, Quận ủy, Chi bộ đều bị vỡ. Tháng 1 năm 1941, các Xứ ủy viên chưa bị bắt đã mở hội nghị Xứ ủy mở rộng tại làng Đa Phước (Cần Giuộc, Chợ Lớn), tổ chức lại Xứ ủy Nam Kỳ gồm 11 người: Phan Văn Khỏe, Phan Văn Bảy, Phạm Thái Bường, Dương Công Nữ, Nguyễn Văn Tiếp, Nguyễn Văn Kỉnh, Phạm Hồng Thám, Phạm Văn Sàng, Ngô Tám, Nguyễn Văn Trọng, Lưu Ngân Sâm. Phan Văn Khỏe được bầu làm Bí thư Xứ ủy Nam Kỳ. Xứ ủy ra báo Giải Phóng để dẫn dắt phong trào, khôi phục lại lực lượng. Không lâu sau, trên đường đi Bến Tre công tác, ông bị Pháp bắt và lưu đày ở Côn Đảo.
Cách mạng Tháng Tám (1945) thành công, ông cùng các tù chính trị Côn Đảo được chính quyền cách mạng đón về đất liền. Ông tiếp tục đảm nhận vai trò đặc phái viên của Xứ ủy Nam Bộ và Liên Tỉnh ủy Trung Nam Bộ, liên lạc với Trần Văn Trà, Nguyễn Văn Vịnh xây dựng chiến khu Đồng Tháp Mười. Tháng 3 năm 1946, ông bị quân Pháp bắt giữ ở quận Cái Bè, giải về Cai Lậy tra khảo. Cuối cùng, quân Pháp thủ tiêu ông ở bãi tha ma gò Bà Đội Phận phía đông chợ Cai Lậy (nay là Khu phố 1, phường 4, Cai Lậy, Tiền Giang). Di hài của ông đã được cải táng về Nghĩa trang liệt sĩ tỉnh Tiền Giang.

## Gia đình
Em trai ông là Út Nam cũng tham gia hoạt động cách mạng, bị bắt đi đày Côn Đảo và chết ở đó. Con trai ông là Phan Văn Lữ cũng bị thực dân Pháp bắt giữ và tra tấn đến chết trong bót Catinat (Sài Gòn).

## Vinh danh
Ngày 30 tháng 5 năm 1998, Phan Văn Khỏe được Chủ tịch nước Việt Nam truy tặng Huân chương Hồ Chí Minh.
Tên của ông được đặt cho một con đường ở quận 5, Thành phố Hồ Chí Minh.
Ngày 24 tháng 11 năm 2021, Khu tưởng niệm đồng chí Phan Văn Khỏe (ấp Mỹ Bình, xã Mỹ Hạnh Đông, thị xã Cai Lậy) được Ủy ban nhân dân tỉnh Tiền Giang xếp hạng Di tích Lịch sử - Văn hóa cấp tỉnh.